# جورج اولیت
جورج اولیت (انگلیسی: George Ulyett; ۲۱ اکتبر ۱۸۵۱ – ۱۸ ژوئن ۱۸۹۸) بازیکن کریکت، و بازیکن فوتبال اهل پادشاهی متحد بریتانیای کبیر و ایرلند بود.
از باشگاه‌هایی که در آن بازی کرده‌است می‌توان به باشگاه فوتبال شفیلد ونزدی اشاره کرد.